# Stylops deserticola
Stylops deserticola  (лат.) — вид веерокрылых насекомых рода Stylops из семейства Stylopidae. Казахстан.
Паразиты пчёл вида Andrena  lepeleteri Lucas (род Andrena, Andrenidae). Лапки самцов 4-члениковые, усики 6-члениковые с боковыми отростками. Голова поперечная. Обладают резким половым диморфизмом: самцы крылатые (2 пары узких крыльев: передние маленькие и узкие, задние широкие), самки бескрылые червеобразные эндопаразиты.
Вид был впервые описан в 1970 году энтомологом профессором Львом Никандровичем Медведевым (Институт проблем экологии и эволюции имени А. Н. Северцова РАН, Москва) вместе с таксоном Mengenilla marikovskii Medvedev L. N., 1970.